# Ophion nigricans
Ophion nigricans är en stekelart som beskrevs av Johannes Friedrich Ruthe 1859. Ophion nigricans ingår i släktet Ophion och familjen brokparasitsteklar. Inga underarter finns listade i Catalogue of Life.